# Малый пёстрый дятел
Малый пёстрый дятел, также малый дятел (лат. Dryobates minor) — вид птиц, наиболее мелкий представитель семейства дятловых в Европе и западной Азии. Населяет лиственные и смешанные леса, часто сырые и заболоченные, долины рек, парки с изобилием зрелых деревьев. Часто, особенно зимой, встречается в старых парках населённых пунктов, в том числе и крупных. Оседлая, зимой кочующая птица.
Очень подвижна, постоянно перемещается с места на место. Питается главным образом насекомыми — гусеницами, тлёй, муравьями, зимой спрятавшимися под корой личинками. Размножение в апреле-июне, в кладке 3—8 белых яиц.

## Описание

### Внешний вид

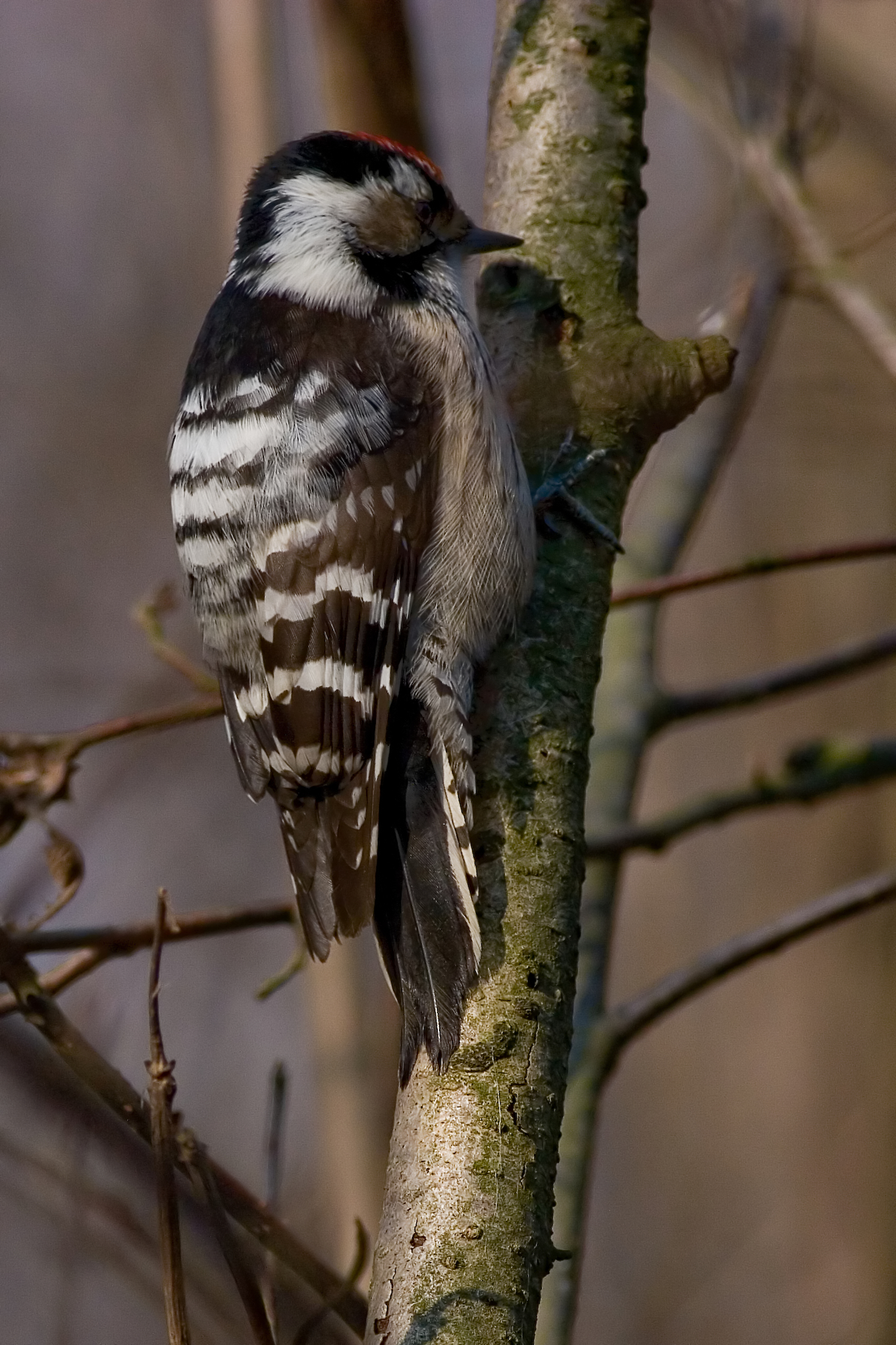
Самец

Один из самых маленьких дятлов с относительно коротким клювом: размерами лишь немного больше домового воробья. Длина 14—16 см, размах крыльев 28—30 см. Масса подвида hortorum 16—25 г, comminutus — 18—22, minor — 16—26 г. Окраска оперения имеет много общего с другими мелкими дятлами из родов Dendrocopos и Picoides, выделяясь прежде всего преобладанием чёрных и белых тонов. Затылок и верхняя часть спины, а также крылья чёрные с белыми поперечными полосками, средняя часть спины и брюхо белые либо белёсые с тёмными отметинами. У отдельных подвидов низ может иметь небольшой охристый оттенок. В отличие от большого пёстрого дятла, чёрная поперечная полоса на щеке не достигает затылка, а прерывается белым пятном. Подхвостье, в отличие от многих других дятлов, не имеет красных и розоватых тонов. Шапочка у самца красная с чёрной каёмкой, у самки белая, буровато- либо охристо-белая. У молодых характер окраски такой же, как у взрослых, однако чёрные детали оперения имеют буроватый оттенок. Радужина буровато-красная, клюв серовато-чёрный, ноги зеленовато-серые.
Подвижная птица, чаще встречается на боковых ветвях и тонких веточках, чем на стволах. На одном дереве обычно не задерживается более минуты, долбит относительно редко. Полёт волнообразный с глубокими выпадами.

### Голос
Во время насиживания держится скрытно, зато в другое время довольно криклив. Брачная песня похожа на песню вертишейки (с той же жалобной интонацией, но более отчётливая и менее гнусавая), а также отдалённо напоминает голос пустельги — серия однообразных высоких криков «кии-кии-кии…», состоящая из 8—20 относительно длинных слогов. Издавая их, птица сидит на одном из излюбленных деревьев и всё время крутит головой, посылая звук в разные стороны. Такое демонстративное поведение более характерно для певчих птиц, нежели чем для пёстрых дятлов, хотя сами издаваемые звуки по звучанию не отличаются от более обычной позывки. Сам призывной сигнал односложный — обычно передаётся как негромкое «кик», «тик», «тчик» и т. п. — как правило, более слабый, чем у большого пёстрого дятла, но в целом на него похожий.
Барабанить дятлы начинают в начале весны, однако наибольшей интенсивности достигают в апреле и первой половине мая. Стучат самцы и самки, нередко перестукиваясь друг с другом. Дробь негромкая и скорее характеризуется как трескучая, чем стрекочущая, монотонная, продолжительностью 1,2—1,8 сек и перерывами в 3—5 сек. В сравнении с большим пёстрым дятлом дробь более длинная, но не такая звучная.

## Распространение

### Ареал
Обитает на севере Африки, в Европе и на прилегающих островах, на Кавказе, в Малой Азии и на западе Ирана, в Сибири (за исключением севера тайги), доходя на восток до Северной Кореи, Приморья, Сахалина и Камчатки.
В Африке область распространения ограничена лесистыми участками хребтов Телль-Атлас на северо-востоке Алжира и северо-западе Туниса. В Западной Европе представлен на большей части территории, за исключением Пиренейского полуострова (где встречается спорадично) и прилегающих областей южной Франции, Шотландии, Ирландии и островов Средиземного моря (небольшая популяция присутствует лишь на юге Сардинии). В Дании гнездится начиная с 1960-х годов, однако в зимнее время был обычен там и ранее. В Скандинавии встречается к северу до 70-й параллели, на Кольском полуострове к северу до 69-й параллели, между Белым морем и Уралом к северу до 67-й параллели. В Турции распространён лишь в гористой местности вдоль побережий Средиземного и Чёрного морей, восточнее встречается на склонах Большого Кавказа, в Закавказье и горах на севере Ирана. В Восточной Европе распространён к югу до степной зоны — верховьев Ингула и Ингульца, окрестностей Днепра, Воронежской области и района Саратова. В Сибири обитает на всём протяжении с запада на восток, на севере достигая Салехарда (на Оби), устья Надыма, Туруханска (на Енисее), среднего течения Нижней Тунгуски, 61-й параллели на побережье Охотского моря. Южная граница ареала проходит через северный Казахстан, бассейны Чёрного Иртыша и Урунгу, Хангай, долину Толы, Хэнтэй, южные склоны Большого Хингана, южный Хэйлунцзян и Корейский полуостров.

### Местообитания
Населяет низкоствольные лиственные и смешанные леса северных и умеренных широт. Отдаёт предпочтение богатым сухостоем влажным ольхово-берёзовым берегам водоёмов, заболоченным участкам леса на окраинах верховых болот, залитым водою древостоям. Также встречается в зрелых садах и парках населённых пунктов, в том числе и таких крупных, как Санкт-Петербург. Сухой лес и участки темнохвойной тайги избегает. В Северной Африке обитает исключительно в дубовых лесах, главным образом с доминированием дуба пробкового. В Европе, как правило, не поднимается выше 850 м над уровнем моря. На Кавказе встречается до 1400—2000 м, на Алтае до 1700 м, в Монголии до 1400 м, в Африке до 1300 м над уровнем моря.

## Размножение

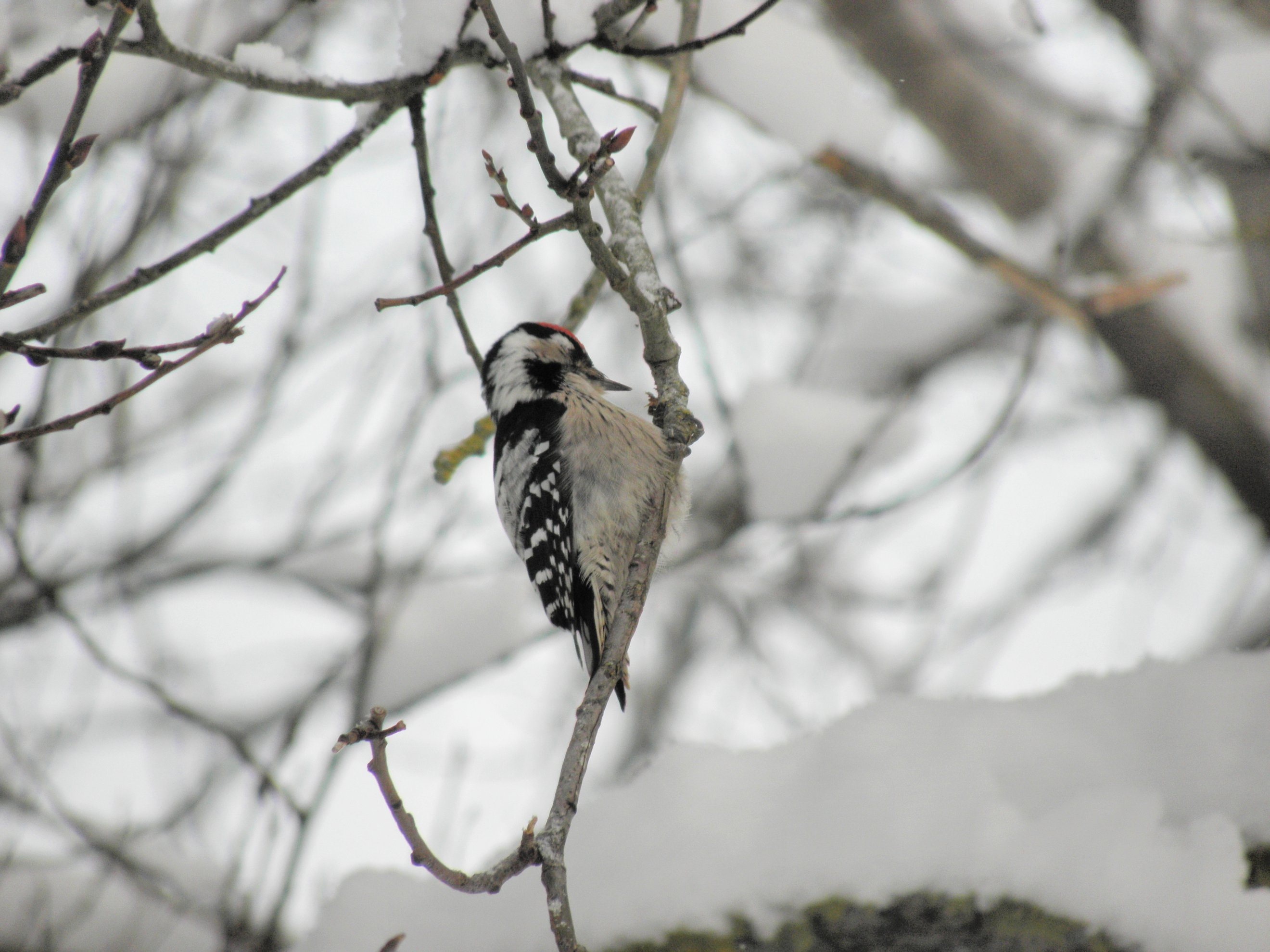
Малый пёстрый дятел зимой

Традиционно считается моногамной птицей, однако исследование, проведённое в Швеции, показало, что около 10 % самок склонны к сожительству одновременно с несколькими самцами, а около 3 % самцов полигиничны. Весеннее пробуждение дятлов, выраженное в барабанной дроби и регулярных криках, заметно уже в конце февраля либо в первых числах марта, однако своего апогея достигает в апреле и первой половине мая. Демонстративные позы дятлов — распушённые крылья и хвост, порхание наподобие бабочки и парение с приподнятыми крыльями. В Центральной Европе и средней полосе России птицы приступают к размножению во второй половине апреля, в Тунисе на 2 недели позднее, в Скандинавии на 3 недели позднее. Наиболее северные популяции гнездиться начинают в конце мая либо начале июня. Гнездо устраивается в дупле сухого трухлявого лиственного дерева, часто ольхи либо берёзы, но также ивы, осины, клёна, ясеня, дуба. В отличие от более крупных дятлов, малый может выдолбить дупло не только в стволе, но и на боковых сучьях. Высота гнезда обычно не превышает 8 м от поверхности земли, но может быть и до 20 м, что в целом для пёстрых дятлов не характерно. В других случаях дупло может быть расположено в буреломном пне совсем низко над землёй. Дупло всегда свежее, над его обустройством трудятся самец и самка в течение 2—4 недель, при этом большую часть работы выполняет самец. Глубина дупла — 10—20 см, диаметр 10—12 см, диаметр летка 32—38 мм. Гнездовая подстилка отсутствует, дно покрыто лишь древесной трухой.

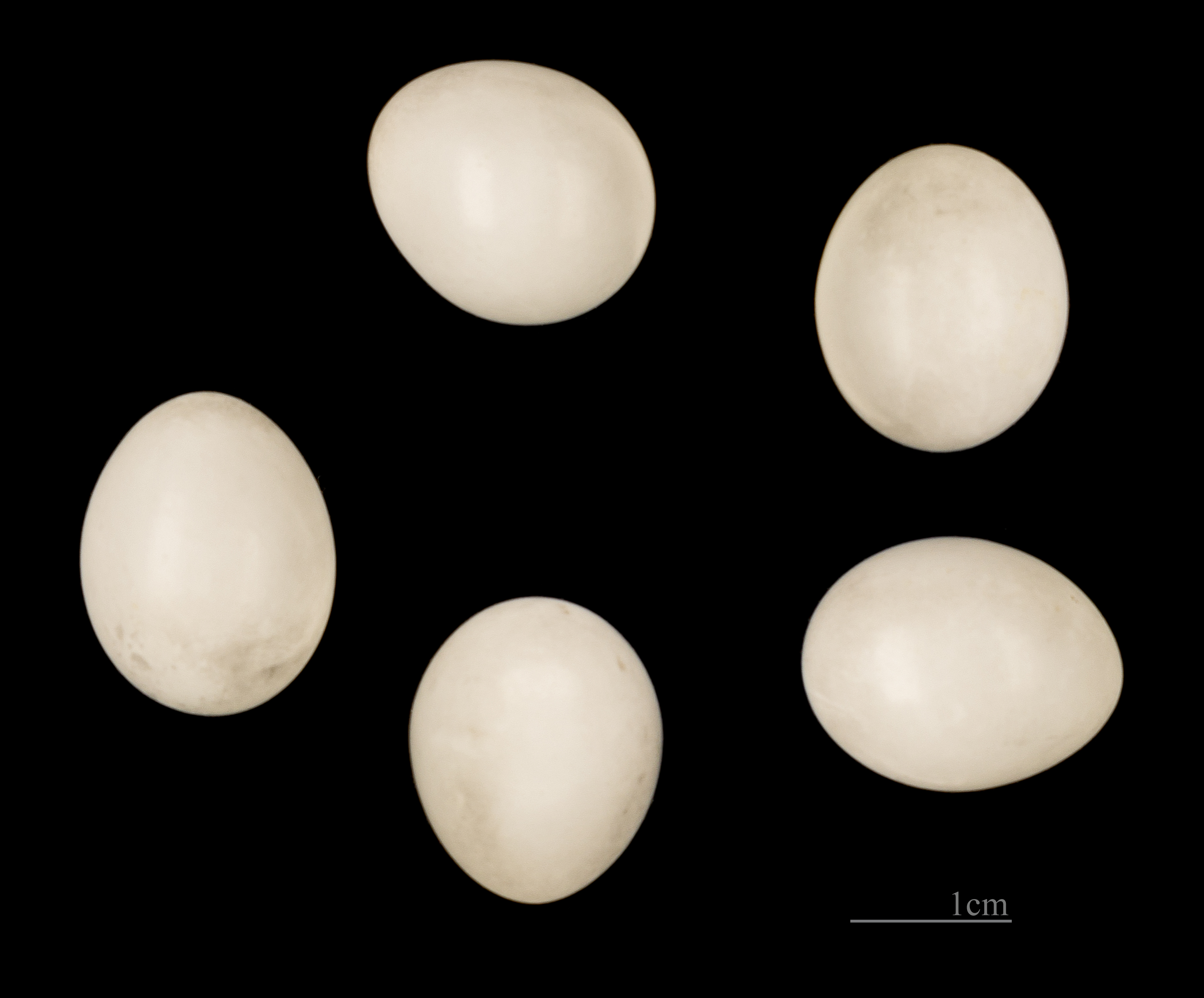
Dendrocopos minor

В кладке 3—8 (чаще 5—6) белых яиц с гладкой блестящей скорлупой. Если первоначальная кладка утрачена, самка откладывает повторно. Размеры яиц: (17—22) х (13—16) мм. Насиживание начинается с последнего яйца и продолжается 10—12 дней (по другим сведениям, 14 дней). Насиживают оба члена пары, но больше самец; в ночное время суток в гнезде находится только он. Птенцы появляются на свет синхронно, какой-либо пух первоначально отсутствует. Оба родителя выкармливают потомство. По сообщениям Г. П. Дементьева и Н. А. Гладкова, в Ильменском заповеднике самец в течение 80 минут подлетал к гнезду с пищей 22 раза. Птенцы в гнезде очень крикливы, а при подходе к гнезду человека кричат и взрослые, однако обычно скоро успокаиваются. Слётки появляются через 18—21 день после вылупления (редко до 23 дней), в Ленинградской области их можно встретить уже в первой декаде июня. Летающие выводки очень быстро распадаются и рассеиваются.

## Питание

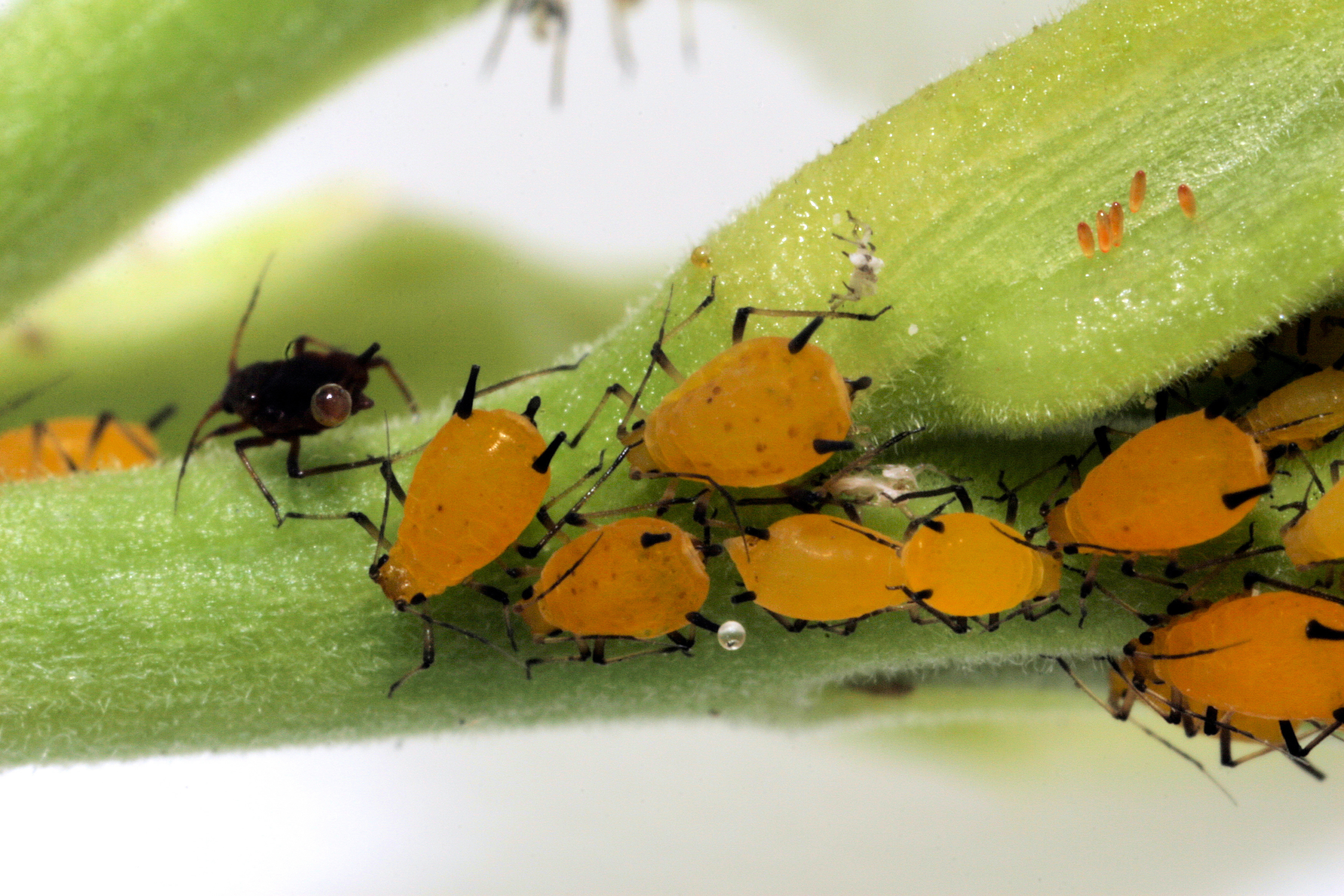
Тля — важная составляющая питания дятла

Основу питания составляют мелкие насекомые. В сезон размножения поедает гусениц, тлю, муравьёв, жуков и других ползающих беспозвоночных, включая сидящих на ветках мух, некоторых пауков и даже мелких улиток. Птенцов нередко выкармливают веснянками, листоблошками, вислокрылками. Зимой выискивает прячущихся под корой деревьев личинок короедов и других питающихся древесиной насекомых. Во второй половине лета употребляет в пищу плоды некоторых растений: груши, сливы, малины, смородины, однако объём растительных кормов в процентном соотношении незначителен.
Как правило, корм добывает в одиночку, но зимой изредка встречается в компании синиц. На поверхность земли опускается редко, однако чаще других дятлов кормится на ветвях и тонких горизонтальных веточках, обследуя поверхности листьев. Редко ловит насекомых на лету. Особое предпочтение отдаёт лиственным породам с мягкой древесиной — рябине и осине. Расщепляет толстые сухие стебли зонтичных трав, обследует кусты бурьяна. В период кормления птенцов обычно не удаляется от гнезда далее чем на 100—200 м.

## Подвиды

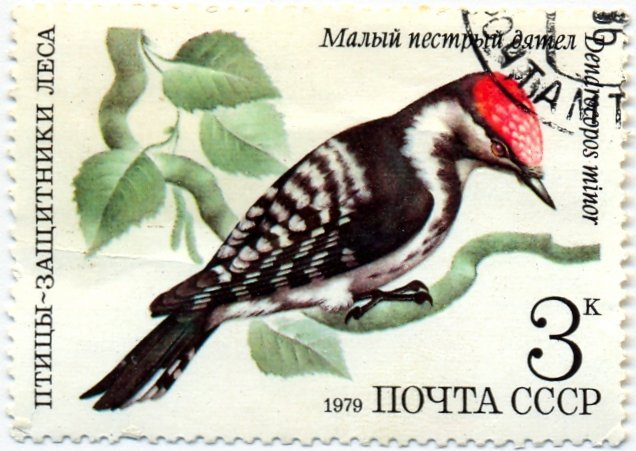
Изображение малого пестрого дятла на почтовой марке

Выделяют от 10 до 19 подвидов малого пёстрого дятла. Изменчивость выражается в общих размерах, в соотношениях тёмных и светлых тонов в оперении верхней стороны тела, в характере рисунка оперения, в оттенках основного фона нижней стороны тела.
Справочник «Путеводитель по птицам мира» перечисляет 11 подвидов этой птицы:
- Picoides minor minor (Linnaeus, 1758) — Северная Европа от Скандинавии к востоку до Уральского хребта и Волжско-Уральского междуречья, к югу до западного и северо-западного побережья Чёрного моря, верховьев Ингула и Ингульца, района Днепра, Воронежской области, района Саратова[3][9].
- Picoides minor kamtschatkensis (Malherbe, 1861) — От Уральского хребта и Волжско-Уральского междуречья к востоку до Колымского хребта, побережья Охотского моря, района впадения Шилки в Амур и долины Нюкжи, к югу в долине Урала до 49° с. ш., до долины среднего течения Илека, в северном Казахстане до 52° с. ш., до долин Чёрного Иртыша и Урунгу, Хангая, долины Толы, Хэнтэя, Станового хребта[9].
- Picoides minor amurensis (Buturlin, 1908) — Приморье, бассейн нижнего течения Амура к западу до долины Нюкжи и района впадения Шилки в Амур, Сахалин, Хоккайдо[3][9].
- Picoides minor comminutus Hartert, 1907 — Центральный и южные районы Великобритании[3].
- Picoides minor hortorum (C. L. Brehm, 1831) — От Франции к востоку до Польши, к югу до Швейцарии, Венгрии и северной Румынии[3].
- Picoides minor buturlini (Hartert, 1912) — Пиренейский полуостров, южная Франция, Италия к востоку до Румынии, Болгарии и северной Греции[3].
- Picoides minor ledouci (Malherbe, 1855) — Северная Африка (северо-восточный Алжир, северо-западный Тунис)[3].
- Picoides minor danfordi (Hargitt, 1883) — Греция, Турция[3].
- Picoides minor colchicus (Buturlin, 1908) — Большой Кавказ и Закавказье (за исключением Талыша)[3][9].
- Picoides minor quadrifasciatus (Radde, 1884) — Талыш и прилегающие районы Ленкоранской низменности[9].
- Picoides minor morgani Zarudny & Loudon, 1904 — северо-западный Иран, горы Загрос[3].

Международный союз орнитологов выделяет 13 подвидов.